# 베네피트 코스메틱스
베네피트 코스메틱스(Benefit Cosmetics)는 미국의 화장품 브랜드이다.